# خوان كارلوس لورنزو
خوان كارلوس لورنزو (بالإسبانية: Juan Carlos Lorenzo)‏ (مواليد 14 أكتوبر 1922) هو لاعب كرة قدم. يلعب مع منتخب الأرجنتين لكرة القدم. سبق له أن لعب في كأس العالم لكرة القدم مع منتخب بلاده.

## روابط خارجية
- خوان كارلوس لورنزو على موقع قاعدة بيانات كرة القدم.إي يو (الإنجليزية)
- خوان كارلوس لورنزو على موقع عالم كرة القدم.نت (الإنجليزية)